# 孛罗 (探马赤军)
孛羅，蒙古帝国人物，是成吉思汗探馬赤軍五将之一。
木华黎奉成吉思汗命，收扎剌兒、兀魯、忙兀、納海四投下，派按察兒、孛羅、笑乃带、不里海拔都兒、闊闊不花五人領探馬赤軍。平定金朝后，五人率军隨處鎮守。丙申年（1236年），窝阔台分封五戶絲，分撥廣平等處種田一百戶封赐给孛羅先鋒。元仁宗延祐六年（1319年），其后代實有七十戶，計絲二十八斤。